# Iodit
Các anion iodit, hoặc anion iod dioxide, là một anion của iod với công thức hóa học là IO−
2. Trong ion iod tồn tại ở trạng thái oxy hóa +3.

## Anion iodit
Anion iodit (bao gồm cả acid iodơ) rất không ổn định và dễ bị phân hủy thành iod và anion iodate. Tuy nhiên, chúng đã được phát hiện là chất trung gian trong quá trình chuyển đổi giữa iodide và iodate.

## Acid iodơ
Acid iodơ là một dạng acid của ion iodit, có công thức hóa học là HIO2.

## Các oxyanion khác
Iod có các trạng thái oxy hóa là −1, +1, +3, +5 hoặc +7. Một số oxide trung tính của iod cũng được biết đến.
| Trạng thái oxy hóa iốt | −1     | +1        | +3    | +5    | +7                |
| Tên                    | Iodide | Hypoiodit | Iodit | Iodat | Periodat          |
| Công thức              | I−     | IO−       | IO− 2 | IO− 3 | IO− 4 hoặc IO5− 6 |